# Perdigon

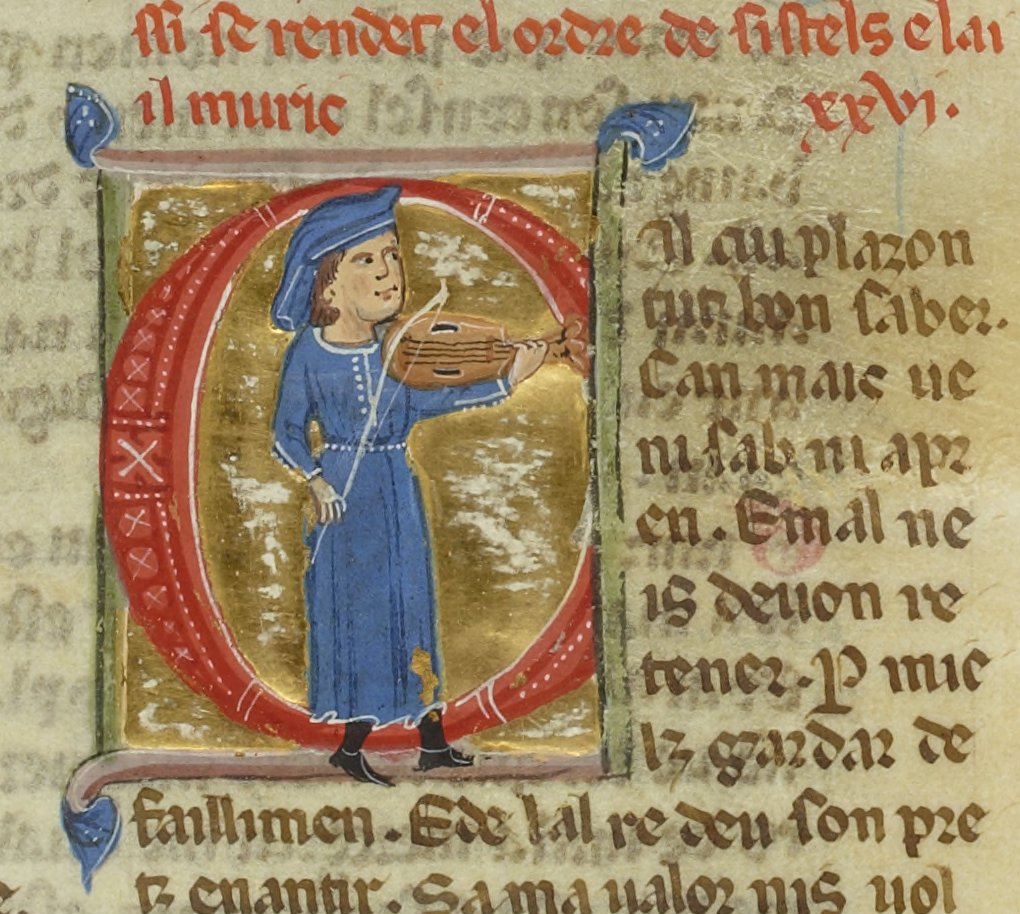
BnF ms. 854 fol. 49, cançoner I

Perdigon (fl. 1192-1212) fou un trobador occità.

## Vida
Es conserven dues redaccions de vidas de Perdigon, però no testimonis documentals que ens informin de les seves dades biogràfiques. Les composicions dialogades amb altres trobadors (vegeu aquí "Obra") i alguns personatges que s'esmenten en les seves poesies permeten situar cronològicament la seva activitat literària. La vida curta, a la qual Riquer dona certa credibilitat, diu que era un joglar originari de Lesperon. Que fou joglar ho demostra tant el seu nom (un renom) com el fet que altres trobadors el citin com a joglar.

## Obra
Es conserven 14 composicions de Perdigon, de les quals tres són composicions dialogades amb altres trobadors: una amb Gaucelm Faidit, una amb Dalfí d'Alvernha i un tornejament amb Raimbaut de Vaqueiras i Ademar II de Poitiers.
Es conserva la música de tres de les seves composicions; Uc de Lescura fa també referència a la solemnitat i gravetat de les seves melodies. En les representacions iconogràfiques apareix amb la viola a la mà (per exemple en les miniatures que il·lustren aquest article).

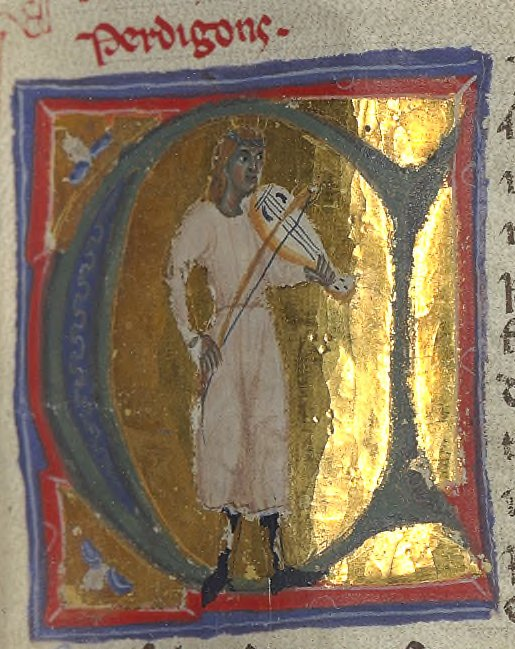
BnF ms. 12473 fol. 36, cançoner K

### Cançons
- (370,3)[4] Ben aio·l mal e·l afan e·l consir
- (370,4) Cil cui plazon tuit bon saber
- (370,8) Ir' e pezars e dompna ses merce
- (370,9) Los mals d'Amor ai eu ben totz apres[5] (amb notació muscial en el manuscrit G)
- (370,10) Mais no·m cug que sons gais
- (370,13) Tot l'an mi ten Amors de tal faisso (amb notació musical en el manuscrit G)
- (370,14) Trop ai estat mon Bon Esper no vi (amb notació musical en els manuscrits G i X)
- (370,15) Verges, en bon' hora (cançó religiosa)

### Coblas esparsas
- (370,1) Anc non cujei que·m pogues far Amors (dues coblas)
- (370,2) Be·m dizon, s'en mas chanssos (dues coblas)

### Sirventes-chanson
- (370,5) Entr' amor e pessamen

### Partimen
- (119,6 = 370,11) Perdigon, ses vassalatge (partimen amb Dalfi d'Alvernha)
- (167,47 = 370,12) Perdigon, vostre sen digatz (partimen amb Gaucelm Faidit)

### Tornejamen
- (4,1 = 370,12a = 392,15) Senher n'Aymar, chauzes de tres baros (tornejamen amb Raimbaut de Vaqueiras i Ademar II de Poitiers)

### Edicions
- H.J. Chaytor, Les chansons de Perdigon, París, Champion, 1926
- Luisa Marina Perdigó, The Life, Poetry, and Music of the Provençal Troubadour Perdigon: Texts, Translations, and Interpretations, Nova York, Mellen Press, 2013. ISBN 978-0-7734-4523-9

### Repertoris
- Guido Favati (editor), Le biografie trovadoriche, testi provenzali dei secc. XIII e XIV, Bologna, Palmaverde, 1961, pàg. 289
- Martí de Riquer, Vidas y retratos de trovadores. Textos y miniaturas del siglo XIII, Barcelona, Círculo de Lectores, 1995 p. 214-218 [Reproducció de la vida i una razó, amb traducció a l'espanyol, i miniatures dels cançoners A, I i K]
- Alfred Pillet / Henry Carstens, Bibliographie der Troubadours von Dr. Alfred Pillet […] ergänzt, weitergeführt und herausgegeben von Dr. Henry Carstens. Halle : Niemeyer, 1933 [Perdigon és el número PC 370]